# Élections législatives nord-chypriotes de 2013
Les élections législatives nord-chypriotes de 2013 se sont déroulées le 28 juillet 2013. À l'issue de ce scrutin, le Parti républicain turc devient le premier parti à l'Assemblée de la République, remportant 21 des 50 sièges.

## Contexte
Le gouvernement d'İrsen Küçük est dissous en mai 2013 à la suite du départ du Parti de l'unité nationale de huit députés. Le gouvernement perd sa majorité et un vote de confiance à l'Assemblée de la République. Le 23 juin, Sibel Siber devient Premier ministre par intérim et forme un gouvernement de coalition rassemblant le Parti républicain turc, le Parti démocrate et le Parti de la démocratie socialiste.

## Système électoral
Les cinquante membres du parlement sont élus pour un mandat de cinq ans à la représentation proportionnelle à scrutin de liste. Seules les listes ayant dépassé le seuil électoral de 5 % des suffrages exprimés participent à la répartition des sièges. 
L'élection des membres se fait au sein de cinq circonscriptions électorales qui coïncident avec les districts de Chypre du Nord : Lefkoşa, Gazimağusa, Girne, Güzelyurt et İskele.
Les électeurs peuvent voter de deux manières différentes :
- Ils peuvent voter pour un parti, ce qui revient à voter pour chaque candidat du district présenté par le parti. L'électeur peut en outre donner la priorité aux députés dans ce type de vote.
- Alternativement, l'électeur peut ne pas choisir un parti et voter pour des candidats de différents partis. Dans ce type de vote mixte, l'électeur ne peut pas choisir plus de candidats que le nombre de députés attribués au district.

## Campagne
Cinq partis (rassemblant 250 candidats) ainsi que sept indépendants ont été enregistrés pour participer aux élections. 
Généralement, les campagnes électorales en Chypre du Nord tourne autour de la partition de Chypre mais les principaux sujets débattus en 2013 concernent l'austérité et les effets des mesures économiques entreprises par le Parti de l'unité nationale.

## Résultats
|                   |                                   |           |       |        |      |  |  |  |  |
| Parti             | Parti                             | Voix      | %     | Sièges | +/–  |  |  |  |  |
|                   | Parti républicain turc            | 477 209   | 38,38 | 21     | + 6  |  |  |  |  |
|                   | Parti de l'unité nationale        | 339 864   | 27,33 | 14     | - 12 |  |  |  |  |
|                   | Parti démocrate                   | 288 021   | 23,16 | 12     | + 7  |  |  |  |  |
|                   | Parti de la démocratie socialiste | 92 110    | 7,41  | 3      | + 1  |  |  |  |  |
|                   | Parti des Chypriotes unis (en)    | 39 127    | 3,15  | 0      | 0    |  |  |  |  |
|                   | Indépendants                      | 7 110     | 0,57  | 0      | 0    |  |  |  |  |
| Total des voix    | Total des voix                    | 1 243 441 | 100   | 50     | -    |  |  |  |  |
|                   |                                   |           |       |        |      |  |  |  |  |
| Total des votants | Total des votants                 | 120 287   | 69,61 |        |      |  |  |  |  |
| Abstention        | Abstention                        | 52 516    | 30,39 |        |      |  |  |  |  |
| Inscrits          | Inscrits                          | 172 803   | 100   |        |      |  |  |  |  |